# 聲門音

声门音的发音部位

聲門音（Glottal consonant），亦称喉音，是指調音部位在声门的一類輔音。這類輔音往往表現出獨特的性質。
“喉音”（Laryngeal consonant）一词常被混用作“声门音”的同义词，但从广义上讲，“喉音”一词的含义要多于“声门音”，其包括了聲門音、咽音与會厭音。

## 國際音標
| IPA | 描述       | 範例           | 範例            | 範例      | 範例 |
| IPA | 描述       | 語言           | 正字法          | IPA       | 含義 |
| --- | ---------- | -------------- | --------------- | --------- | ---- |
| ʔ   | 聲門塞音   | 汉语（惠州话） | 一              | /ʔit/     | 一   |
| ɦ   | 濁聲門擦音 | 汉语（杭州话） | 杭州/ghaon tsei | /ɦã.tsei/ | 杭州 |
| h   | 清聲門擦音 | 英語           | hat             | /hætʰ/    | 帽子 |
| h   | 清聲門擦音 | 漢語（粵語）   | 哈/haa1         | /haː˥/    | 笑聲 |

## 特徵

### 聲門擦音
"摩擦音"不是真的摩擦音。這是歷史上慣用的單詞而已。他們另表示出喉音發聲的過渡狀態且沒有使用到特別的发音部位。〈ɦ〉表示一種氣嗓音的變化，且能夠被转写為〈h̤〉。臺灣話裡聲門擦音使用〈h〉來表示。另裴韋語(lame)是為數不多會將清音和濁聲門擦音形成對比的語言之一。

### 聲門塞音
聲門塞音出現在許多語言裡。通常所有元音的起音在聲門塞音之前，比如在德語裡。夏威夷語是用一"開單引號"〈‘〉來表示聲門塞音。一些字母使用附加符号來表示聲門塞音，比如在阿拉伯語裡的附加字母〈ء〉；在中部美洲的許多語音裡使用拉丁字母〈h〉來表示聲門塞音。臺灣話裡聲門塞音使用〈-h〉，或是用〈'〉、〈ʔ〉等標音符號來表示。

### 清音屬性
因為聲門發「聲門塞音」必然是閉合的，所以聲門塞音不能夠被發為濁音。